# Tallån, Rickleån
Tallån är ett källflöde till Rickleån (Bygdeälven), cirka 15 km långt. Rinner upp i Tallträsket, 246 meter över havet, och mynnar i Västerbottens största sjö Bygdeträsket, 131 meter över havet, vid byn Blisterliden. Mycket sjörikt avrinningsområde - förutom Tallträsket även de ansenliga sjöarna Lubboträsket, Örträsket och Långträsket.